# Neuroectoderma
Neuroectoderma ( ectoderma neural or epitélio do tubo neural ) consiste em células derivadas do ectoderma . A formação do neuroectoderma é o primeiro passo no desenvolvimento do sistema nervoso . O neuroectoderma recebe sinais inibidores de proteínas morfogenéticas ósseas de proteínas como o noggin , o que leva ao desenvolvimento do sistema nervoso a partir deste tecido. Histologicamente, essas células são classificadas como células colunares pseudoestratificadas. .